# セーラム (たばこ)

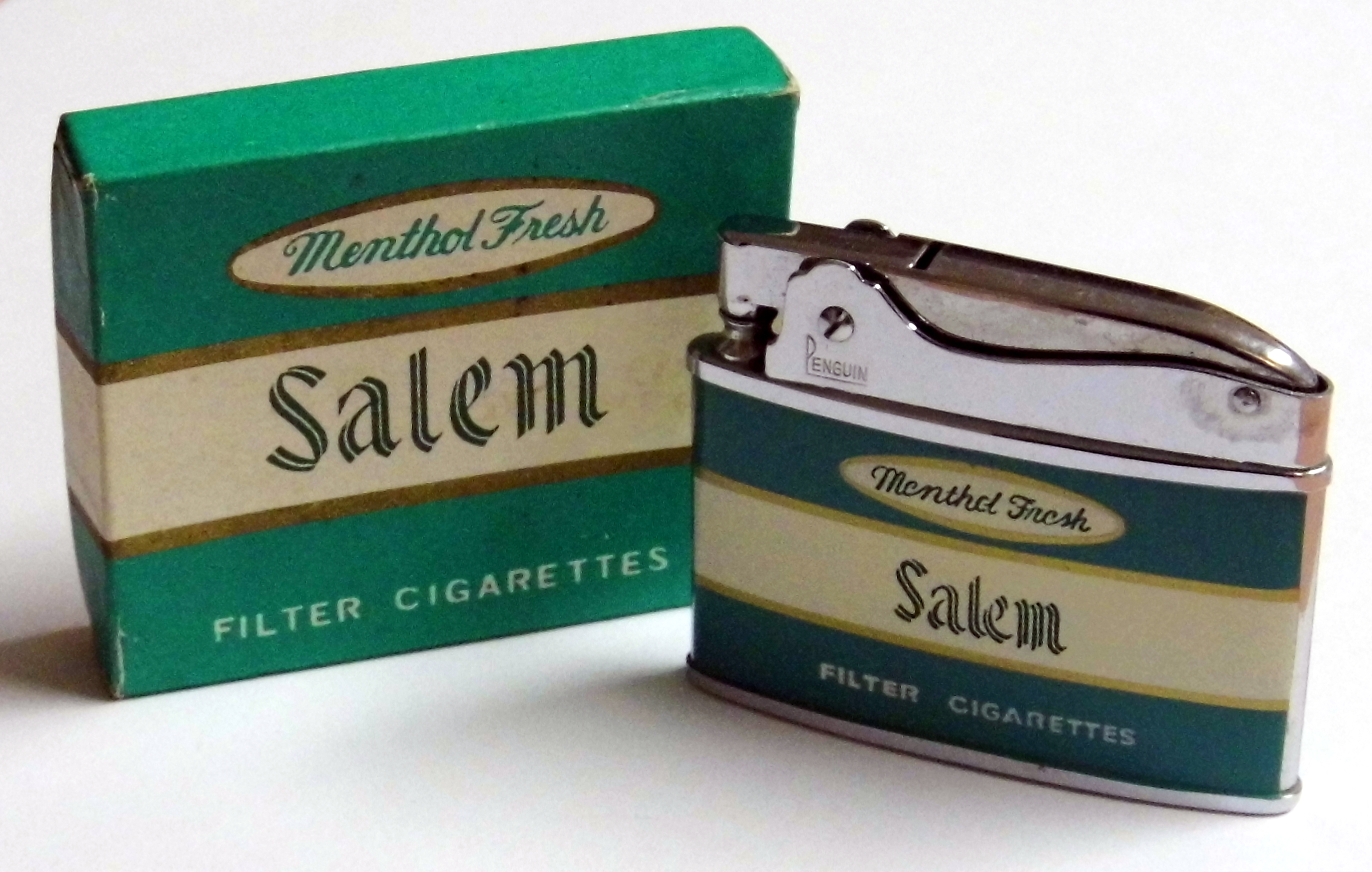

セーラム (SALEM)は、 アメリカ合衆国の大手たばこメーカーであるR.J.レイノルズ・タバコ・カンパニー（RJR）のたばこ銘柄の一つ。北米以外では日本たばこ産業（JT）およびJTインターナショナルが製造・販売している。
名称はRJRの本拠地があるノースカロライナ州ウィンストン・セーラムに由来する。1956年に世界初の「フィルター付メンソールシガレット」として登場した事で知られる。
「アラスカメンソール」は、トリプルミント製法として、ペパーミント・コーンミント・スペアミントを最適なバランスでブレンドし、刻み・フィルター・内包アルミの3つの部位にメンソールを加香することで、よりメンソール感を際立たせ、「凍りつくような超強メンソール感」を実現している。
2011年10月下旬より、「セーラム・アラスカ・メンソール」から「セブンスター・アラスカ・メンソール」に変更される（値段や味・香りに変更はなし）。
ピアニッシモもかつてはセーラムブランドだったが、国内生産化を機に、2004年に女性をターゲットにしたピアニッシモブランドを独立させている。逆にセーラムは、2003年の国内生産化の際に、男性をメインターゲットに据え、メンソールを強くするなどJTは両者のポジションを明確化している。

## 製品一覧（日本国内販売製品）
※データは販売終了時点のもの